# BiP (タンパク質)
BiP（binding immunoglobulin protein）は、ヒトでは HSPA5遺伝子によってコードされるタンパク質である。GRP-78、HSPA5（heat shock 70 kDa protein 5）、Byun1としても知られる。
BiPは、小胞体の内腔に位置するHsp70ファミリーの分子シャペロンである。小胞体へ移行してきた新生タンパク質に結合し、それらをその後のフォールティングやオリゴマー化が可能な状態に維持する。また、BiPは小胞体の移行装置の必須の構成要素でもあり、異常タンパク質のプロテアソーム分解へ向けた小胞体への逆行性輸送に役割を果たす。BiPはすべての生育条件で豊富にみられるタンパク質であるが、フォールディングしていないポリペプチドが小胞体に蓄積する条件下では合成が顕著に誘導される。

## 構造
BiPは、ヌクレオチド結合ドメイン（NBD）と基質結合ドメイン（SBD）という2つの機能的ドメインを含んでいる。NBDはATPを結合して加水分解し、SBDはポリペプチドを結合する。
NBDは2つの大きな球状サブドメイン（I、II）から構成され、さらにそのそれぞれが2つの小さなサブドメイン（A、B）へと分割される。サブドメイン間には溝があり、そこへヌクレオチド、1つのMg2+イオン、2つのK+イオンが結合して4つのドメイン（IA、IB、IIA、IIB）すべてが連結される。SBDは、SBDβとSBDαという2つのサブドメインへと分割される。SBDβは基質タンパク質またはペプチドの結合ポケットとして機能し、SBDαは結合ポケットを覆うαヘリックスからなる蓋として機能する。ドメイン間リンカーはNBDとSBDを連結し、NBD-SBD相互作用面の形成を促進する。

## 機構
BiPの活性は、アロステリックなATPアーゼサイクルによって調節されている。ATPがNBDに結合するとSBDαの蓋が開き、SBDは基質との親和性が低いコンフォメーションとなる。ATPの加水分解に伴ってADPがNBDに結合し、蓋が結合した基質の上に閉じる。これによって基質は解離速度が低下し高い親和性での結合を行い、基質の尚早なフォールディングや凝集が防がれる。ADPがATPへの交換されるとSBDαの蓋が開いて基質が放出され、基質は自由にフォールディングを行うようになる。ATPアーゼサイクルは、プロテインジスルフィドイソメラーゼやコシャペロンによって相乗的に加速される。

## 機能
細胞がグルコース飢餓にさらされると、グルコース調節タンパク質（glucose-regulated protein、GRP）と呼ばれるいくつかのタンパク質の合成が顕著に上昇する。GRP78（HSPA5）はBiPとも呼ばれ、Hsp70ファミリーのメンバーであり小胞体でのタンパク質のフォールディングや組み立てに関与する。BiPのレベルは、小胞体内の分泌タンパク質（IgGなど）の量と強く相関している。
BiPによる基質の解離と結合は、新生タンパク質のフォールディングや組み立て、誤ってフォールディングしたタンパク質の凝集の防止、分泌タンパク質の移行、小胞体ストレス応答（unfolded protein response、UPR）の開始など、小胞体での多様な機能を促進する。

### タンパク質のフォールディングと保持
BiPは能動的に基質をフォールディングする（フォールダーゼ）、または単に結合して基質がフォールディングや凝集するのを防ぐ（ホルダーゼ）。フォールダーゼとして機能するには、完全なATPアーゼ活性とペプチド結合活性が必要である。ATPアーゼ活性に欠陥のある温度感受性変異体（クラスI変異と呼ばれる）とペプチド結合活性に欠陥のある変異体（クラスII変異と呼ばれる）は、どちらも非許容温度下ではカルボキシペプチダーゼY（CPY）を正しくフォールディングすることができない。

### 小胞体への移行
BiPは小胞体の分子シャペロンとして機能し、小胞体内腔や小胞体膜へのATP依存的なポリペプチドの取り込みに必要である。ATPアーゼ活性変異体は、多数のタンパク質（インベルターゼ、カルボキシペプチダーゼY、α-接合因子）の小胞体内腔への移行の妨げとなることが判明している。

### 小胞体関連分解
BiPは小胞体関連分解（ERAD）にも役割を果たす。最もよく研究されているERADの基質は、常に誤ったフォールディングを行い、完全に小胞体へ移行しグリコシル化修飾を受けるCPY（CPY*）である。BiPはCPY*と接触する最初のシャペロンで、CPY*の分解に必要とされる。BiPのATPアーゼ活性変異（アロステリック変異も含む）によって、CPY*の分解速度が大きく低下することが示されている。

### 小胞体ストレス応答経路
BiPはUPRの標的であるとともに、UPR経路に必須の調節因子でもある。小胞体ストレス下では、BiPは3つのシグナル伝達因子（IRE1、PERK、ATF6）から解離し、効率的にそれぞれのUPR経路を活性化する。BiPはUPRの標的遺伝子の産物であり、UPR転写因子がBiPの遺伝子DNAのプロモーター領域のUPRエレメントに結合することでアップレギュレーションされる。

## 相互作用
BiPのATPaseサイクルは、ADPの解離の際にATPの結合を促進するヌクレオチド交換因子と、ATPの加水分解を促進するJタンパク質の双方のコシャペロンによって促進される。

## BiPのシステインの保存性
BiPは真核生物の間で高度に保存されており、それには哺乳類も含まれる（表1）。また、ヒトではBiPはすべての組織で広く発現している。ヒトのBiPには2つの高度に保存されたシステイン残基が存在する。これらのシステイン残基は酵母と哺乳類細胞の双方で翻訳後修飾を受けることが示されている。酵母細胞では、N末端側のメチオニンは酸化ストレスによってスルフェニル化とグルタチオン化されることが示されている。どちらの修飾も、BiPのタンパク質凝集を防ぐ能力を向上させる。マウスの細胞では、保存されたシステインのペアはGPX7（NPGPx）の活性化に伴ってジスルフィド結合を形成する。ジスルフィド結合はBiPの変性タンパク質への結合を向上させる。
| 表１．哺乳類細胞におけるBiPの保存性    |                  |                                     |             |                         |              |
|                                        | 一般名           | 学名                                | BiPの保存性 | BiPのシステインの保存性 | システイン数 |
| 霊長類                                 | ヒト             | Homo sapiens                        | Yes         | Yes                     | 2            |
| 霊長類                                 | ニホンザル       | Macaca fuscata                      | Yes         | Yes                     | 2            |
| 霊長類                                 | ミドリザル       | Chlorocebus sabaeus                 | Predicted*  | Yes                     | 2            |
| 霊長類                                 | マーモセット     | Callithrix jacchus                  | Yes         | Yes                     | 2            |
| 齧歯類                                 | マウス           | Mus musculus                        | Yes         | Yes                     | 2            |
| 齧歯類                                 | ラット           | Rattus norvegicus                   | Yes         | Yes                     | 3            |
| 齧歯類                                 | モルモット       | Cavia porcellus                     | Predicted   | Yes                     | 3            |
| 齧歯類                                 | ハダカデバネズミ | Heterocephalus glaber               | Yes         | Yes                     | 3            |
| 齧歯類                                 | ウサギ           | Oryctolagus cuniculus               | Predicted   | Yes                     | 2            |
| 齧歯類                                 | ツパイ           | Tupaia chinensis                    | Yes         | Yes                     | 2            |
| 有蹄類                                 | ウシ             | Bos taurus                          | Yes         | Yes                     | 2            |
| 有蹄類                                 | ミンククジラ     | Balaenoptera acutorostrata scammoni | Yes         | Yes                     | 2            |
| 有蹄類                                 | ブタ             | Sus scrofa                          | Predicted   | Yes                     | 2            |
| 食肉類                                 | イヌ             | Canis familiaris                    | Predicted   | Yes                     | 2            |
| 食肉類                                 | ネコ             | Felis silvestris                    | Yes         | Yes                     | 3            |
| 食肉類                                 | フェレット       | Mustela putorius furo               | Predicted   | Yes                     | 2            |
| 有袋類                                 | オポッサム       | Monodelphis domestica               | Predicted   | Yes                     | 2            |
| 有袋類                                 | タスマニアデビル | Sarcophilus harrisii                | Predicted   | Yes                     | 2            |
| *Predicted: NCBI Proteinによる配列予測 |                  |                                     |             |                         |              |

## 臨床的重要性

### 自己免疫疾患
ストレスタンパク質や熱ショックタンパク質の多くと同様、BiPは細胞内部環境から細胞外空間へ放出された際に強力な免疫学的活性を有している。特に、BiPは免疫ネットワークへ抗炎症シグナルと解除促進シグナルを送り、炎症の解消を助ける。BiPの免疫活性における機構は完全には理解されていない。しかしながら、単球表面の受容体に結合して抗炎症サイトカインの分泌を誘導し、T細胞の活性化に関わる重要な分子をダウンレギュレーションするとともに、単球の樹状細胞への分化経路を調節することが示されている。
BiP/GRP78の強力な免疫調節活性は、ヒトの関節リウマチに似たマウス疾患であるコラーゲン誘導関節炎などの自己免疫疾患の動物モデルで示されている。BiPの予防的・治療的な非経口デリバリーは、炎症性関節炎の臨床的・組織学的徴候を緩和することが示されている。

### 心血管疾患
BiPのアップレギュレーションは、小胞体ストレスによって誘導される心機能不全や拡張型心筋症と関係している。またBiPは、ホモシステイン誘導性の小胞体ストレスの緩和、血管内皮細胞のアポトーシスの防止、コレステロール/トリグリセリドの生合成を担う遺伝子の活性化の阻害、そして組織因子の凝血促進活性の抑制によって、アテローム性動脈硬化の発症を抑えると提唱されている。これらはすべてアテローム斑の蓄積に寄与する過程である。
プロテアソーム阻害剤など一部の抗がん剤は、心不全の合併症と関係している。新生ラットの心筋細胞では、BiPの過剰発現はプロテアソームの阻害によって誘導される心筋細胞の細胞死を減少させる。

### 神経変性疾患
BiPは小胞体のシャペロンタンパク質であり、誤ってフォールディングしたタンパク質を修正することで小胞体ストレスによる神経細胞の細胞死を防止する。さらに、BIXと名付けられたBiPを誘導する化学物質は脳虚血モデルマウスで脳梗塞を減少させる。逆に、BiPのシャペロン機能の向上はアルツハイマー病と強く関係している。

### 代謝性疾患
BiPのヘテロ接合性は、小胞体ストレス経路をアップレギュレーションし、高脂肪食による肥満、2型糖尿病、膵炎から保護すると提唱されている。また、BiPは脂肪組織における脂肪生成とグルコースの恒常性に必要である。

### 感染症
原核生物のBiPのオルソログは、細菌のDNA複製に必須なRecAなどのタンパク質と相互作用することが判明している。したがって、これらの細菌のHsp70型シャペロンは抗生物質開発の有望な標的となる。特にBiPを抑制する抗がん剤OSU-03012によって、淋菌Neisseria gonorrhoeaeのスーパー耐性菌（superbug）株はいくつかの標準的治療で用いられる抗生物質に対し再感受性となる。一方志賀毒素産生性大腸菌の病原性株は、宿主のBiPを阻害するためにAB5型トキシンを産生し、宿主細胞の生存を弱体化させる。対照的にウイルスは、細胞表面のBiPを介して細胞に感染し、ウイルスタンパク質へのシャペロン活性のためにBiPの発現を促進し、小胞体ストレスによる細胞死応答を抑制するなど、複製の大部分を宿主のBiPに依存している。